# Diocesi di Kimbe
La diocesi di Kimbe (in latino Dioecesis Kimbensis) è una sede della Chiesa cattolica in Papua Nuova Guinea suffraganea dell'arcidiocesi di Rabaul. Nel 2021 contava 278.000 battezzati su 347.000 abitanti. È retta dal vescovo John Bosco Auram.

## Territorio
La diocesi comprende la provincia della Nuova Britannia Ovest in Papua Nuova Guinea.
Sede vescovile è la città di Kimbe, dove si trova la cattedrale di Santa Maria Aiuto dei Cristiani.
Il territorio è suddiviso in 19 parrocchie.

## Storia
La diocesi è stata eretta il 4 luglio 2003 con la bolla Cum ad provehendam di papa Giovanni Paolo II, ricavandone il territorio dall'arcidiocesi di Rabaul.

## Cronotassi dei vescovi
Si omettono i periodi di sede vacante non superiori ai 2 anni o non storicamente accertati.
- Alphonse Liguori Chaupa † (4 luglio 2003 - 19 gennaio 2008 dimesso)
  - Sede vacante (2008-2010)
- William Regis Fey, O.F.M.Cap. † (8 giugno 2010 - 18 ottobre 2019 ritirato)
- John Bosco Auram, dal 18 ottobre 2019

## Statistiche
La diocesi nel 2021 su una popolazione di 347.000 persone contava 278.000 battezzati, corrispondenti all'80,1% del totale.
| anno | popolazione | popolazione | popolazione | presbiteri | presbiteri | presbiteri | presbiteri                | diaconi | religiosi | religiosi | parrocchie |
| anno | battezzati  | totale      | %           | numero     | secolari   | regolari   | battezzati per presbitero | diaconi | uomini    | donne     | parrocchie |
| ---- | ----------- | ----------- | ----------- | ---------- | ---------- | ---------- | ------------------------- | ------- | --------- | --------- | ---------- |
| 2003 | 125.000     | 260.000     | 48,1        | 47         | 16         | 31         | 2.659                     |         | 55        | 115       | 25         |
| 2004 | 120.000     | 201.639     | 59,5        | 21         | 12         | 9          | 5.714                     |         | 12        | 14        | 19         |
| 2006 | 101.480     | 184.208     | 55,1        | 25         | 15         | 10         | 4.059                     |         | 13        | 13        | 19         |
| 2013 | 179.000     | 230.000     | 77,8        | 24         | 19         | 5          | 7.458                     |         | 20        | 16        | 19         |
| 2016 | 286.720     | 358.400     | 80,0        | 28         | 20         | 8          | 10.240                    |         | 25        | 12        | 19         |
| 2019 | 279.600     | 349.000     | 80,1        | 42         | 35         | 7          | 6.657                     |         | 12        | 19        | 19         |
| 2021 | 278.000     | 347.000     | 80,1        | 44         | 37         | 7          | 6.318                     |         | 12        | 19        | 19         |